# Ceratonia siliqua

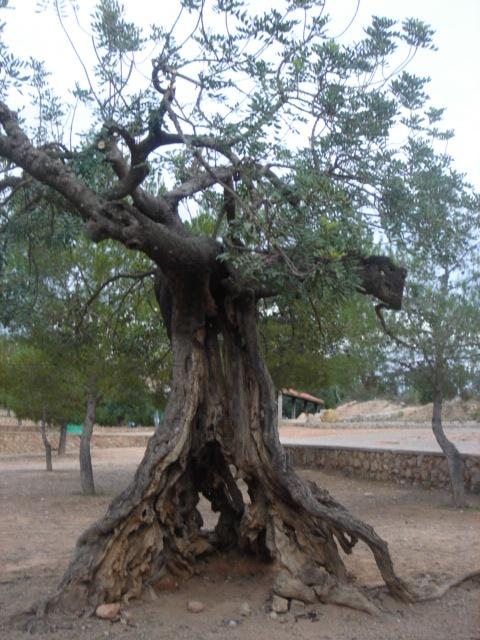
Ejemplar de algarrobo.

El algarrobo europeo (Ceratonia siliqua) es una especie arbórea de la familia de las fabáceas originaria de la Cuenca del Mediterráneo.

## Nombre científico, nombre común y etimología
Etimología
La palabra que designa al género, Ceratonia, deriva del griego kerátiοn [κεράτιον], "fruto del algarrobo" (de keras [κέρας], "cuerno"), ya que la apariencia, la forma y la consistencia del fruto recuerda a aquél. El vocablo más corriente en español, Algarrobo/-a, proviene del árabe hispano alẖarrúba, este del árabe clásico ẖarrūbah o ẖarnūbah, y este a su vez del persa ẖar lup, 'quijada de burro'. Véase, entre otros, el catalán Garrofer, el portugués Alfarrobeira, el italiano Carrubo/-a, el francés Caroube, el inglés Carob y el alemán Karob/karuben del mismo origen e igual significado.
Nombre científico
- Ceratonia: nombre genérico que proviene del griego: kerat¯onía, ker¯onía = el algarrobo (Ceratonia siliqua L.). Según Laguna, en sus anotaciones al Dioscórides, «El arbol que produze las Algarrouas, se llama en Griego xyloceras, & Ceratonia, y la mesma algarroua Ceration: los quales nombres nacen de la figura de aqueste fructo: porque como sea hecho à manera de cornezuelo, ansi el, como su planta, tienen epiteto cornudo: por quanto Ceras significa el cuerno en la lengua Griega” –gr. kéras, -atos n. = cuerno.»[5]

- siliqua: epíteto latino  que significa vaina de la leguminosa,[6] y , por extensión, legumbre, leguminosa, pero también algarroba en Plinio el Viejo, Historia Naturalis (15, 95).[7]

Nombre común
- Castellano: algarroba (7), algarroba (fruto), algarroba asilvestrada, algarroba blanca, algarroba cacha, algarroba casura, algarroba chopa, algarroba chopeta, algarroba común, algarroba costilla de asno, algarroba costillar, algarroba cultivada, algarroba de Almoina, algarroba de Ayelo, algarroba de vara larga, algarroba dulce, algarroba ley de Ferrandi, algarroba lindar, algarroba lisa, algarroba mascara, algarroba melar, algarroba menuda, algarroba mollar, algarroba monollera, algarroba negra, algarroba negral, algarroba roja, algarroba silvestre, algarroba vaina de puñal, algarrobal, algarrobas (3), algarrobas (fruto), algarrobera (5), algarrobero (7), algarrobina, algarrobo (41), algarrobo de puercos, algarrobo judío (3), algarrobos judíos, algarrofal, algarrofín, de ramillete, garofas (fruto), garroba, garrobas, garrobas (fruto), garrobo (4), garrofa, garrofera, garrofero (8), garrofo (5), garrofín (semilla), garrover (2), garrubia (2), mollar, pan de San Juan, pan de San Juan Bautista, quilate (las cifras entre paréntesis reflejan la frecuencia del uso del vocablo en España).[8]

- Nota: Otras especies de árboles neotropicales también reciben el nombre de algarrobo posiblemente por tener vainas coriáceas:  Hymenaea courbaril L. en Colombia, Prosopis sp. en Argentina, Prosopis pallida en Perú, y Prosopis chilensis en Chile; las últimas pertenecen a la subfamilia de las mimosoídeas.

## Taxonomía

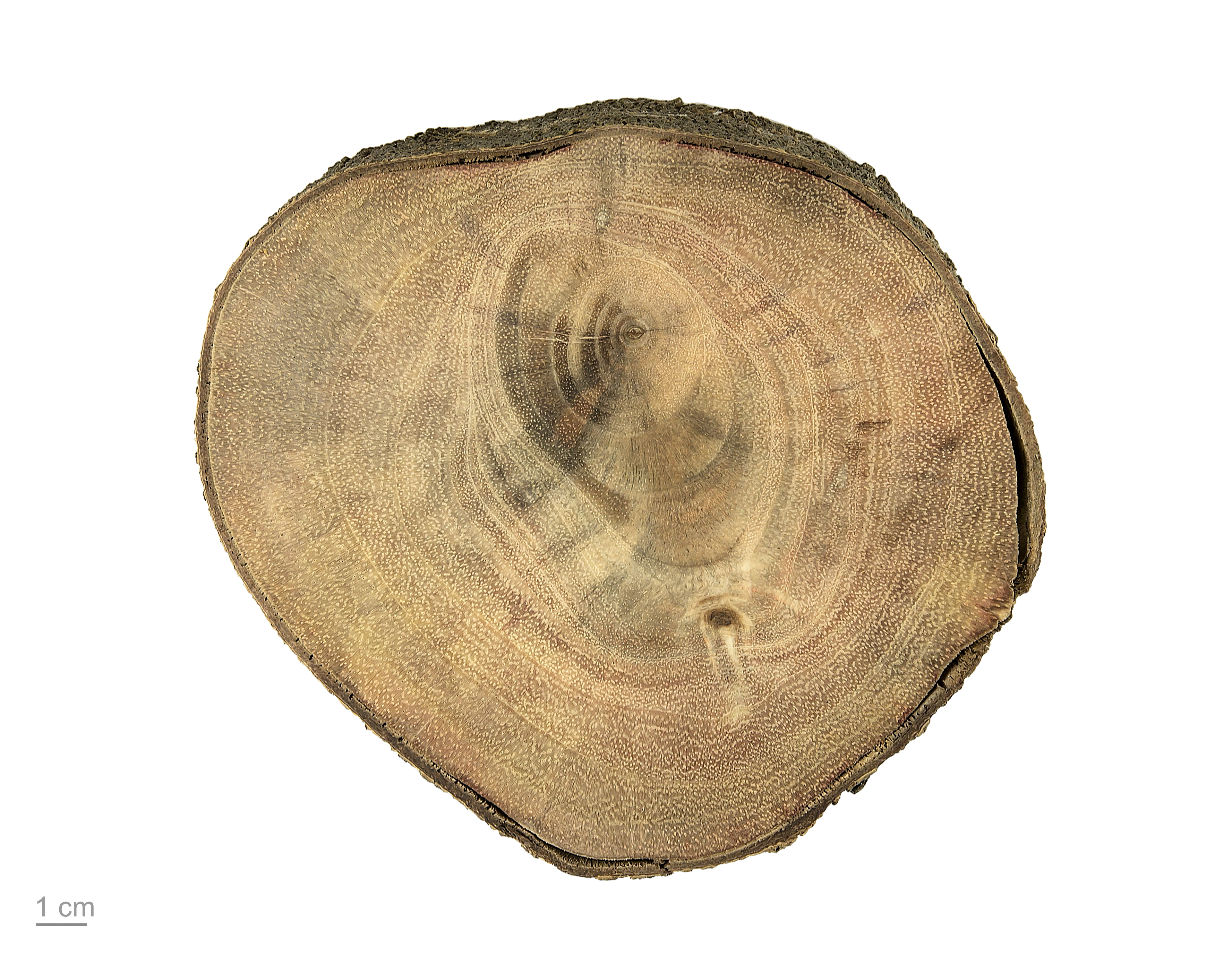
Sección transversal del tronco de un algarrobo.

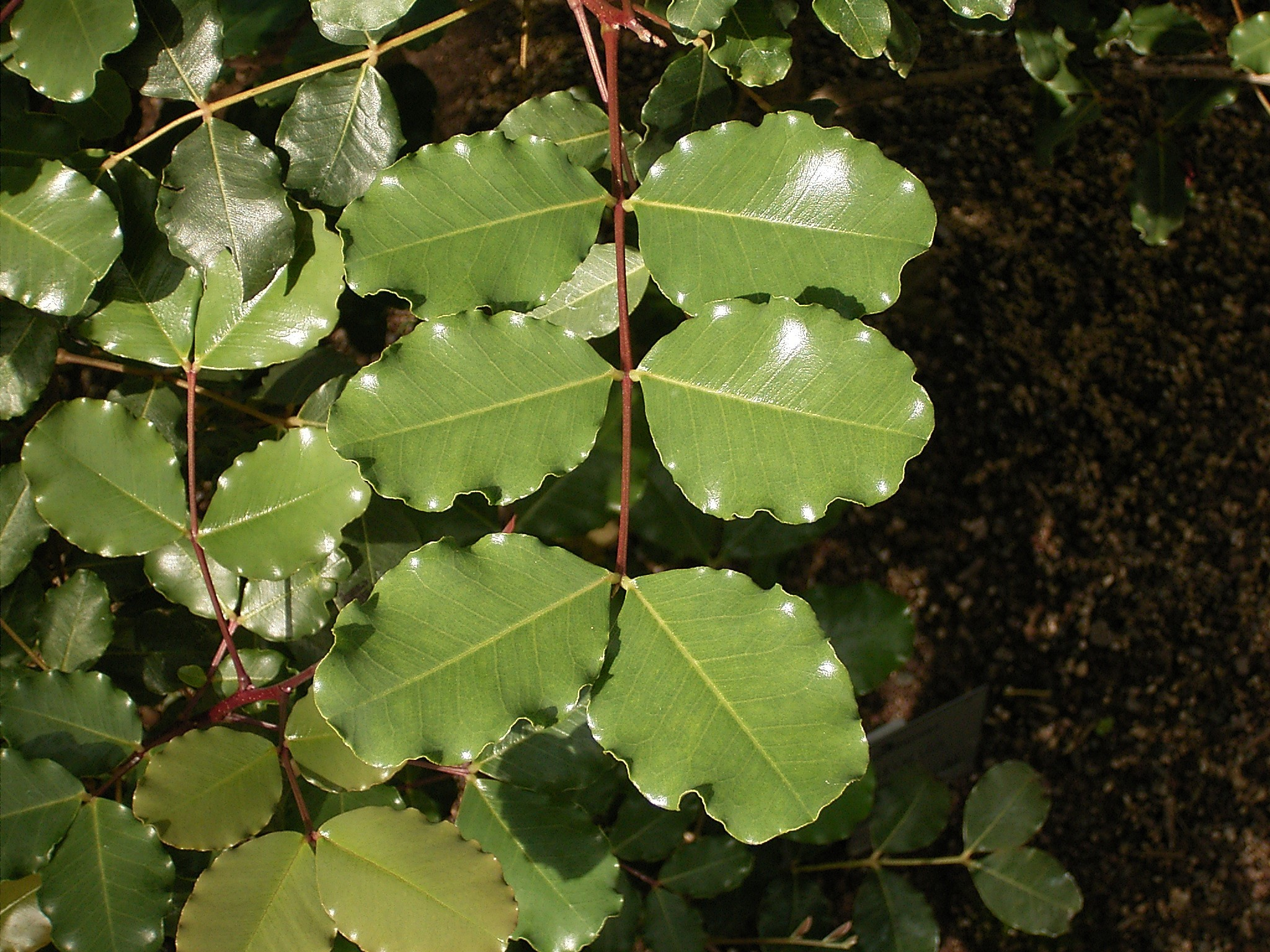
Hojas.

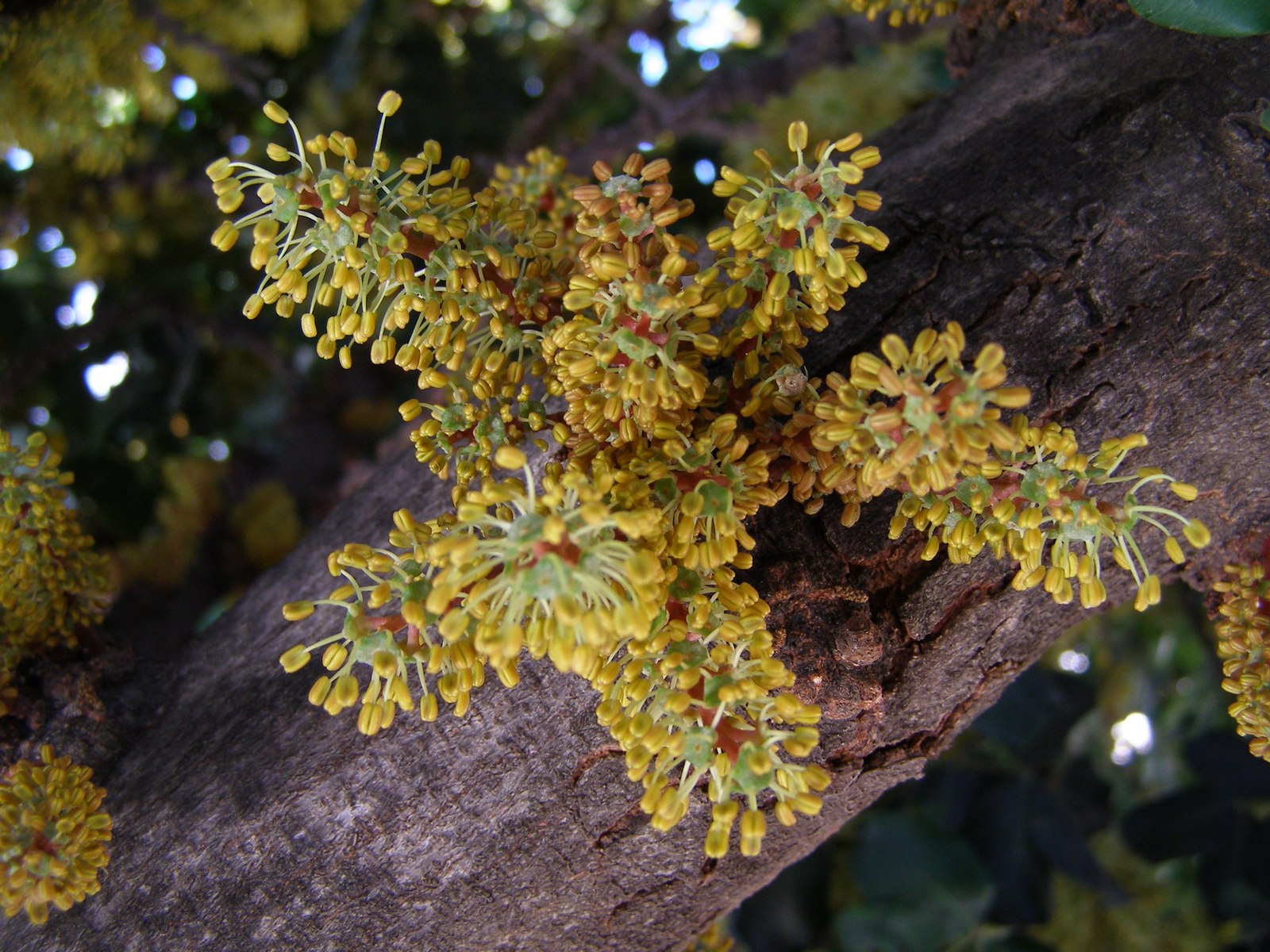
Inflorescencias masculinas.

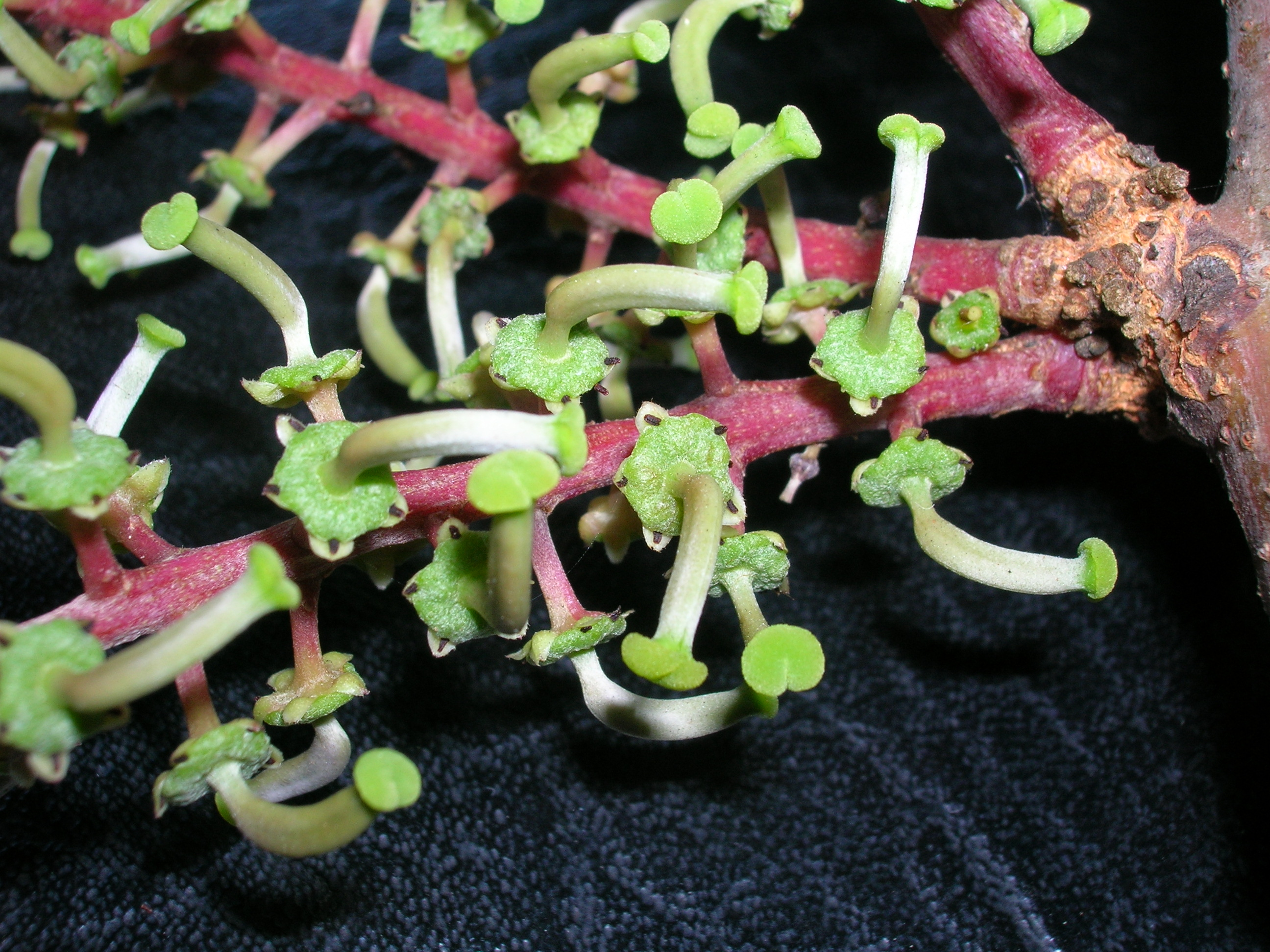
Flores femeninas.

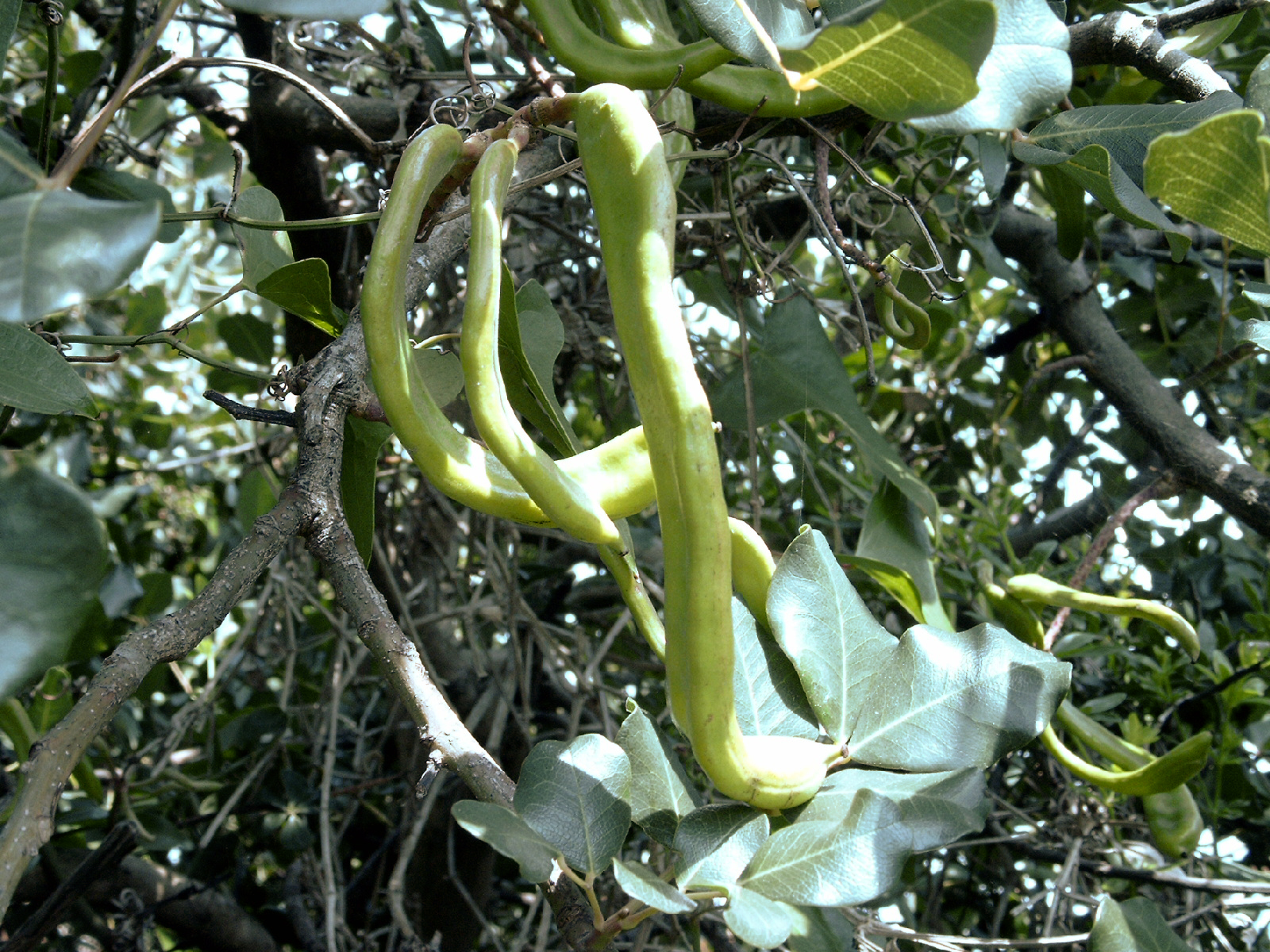
Frutos inmaduros in situ.

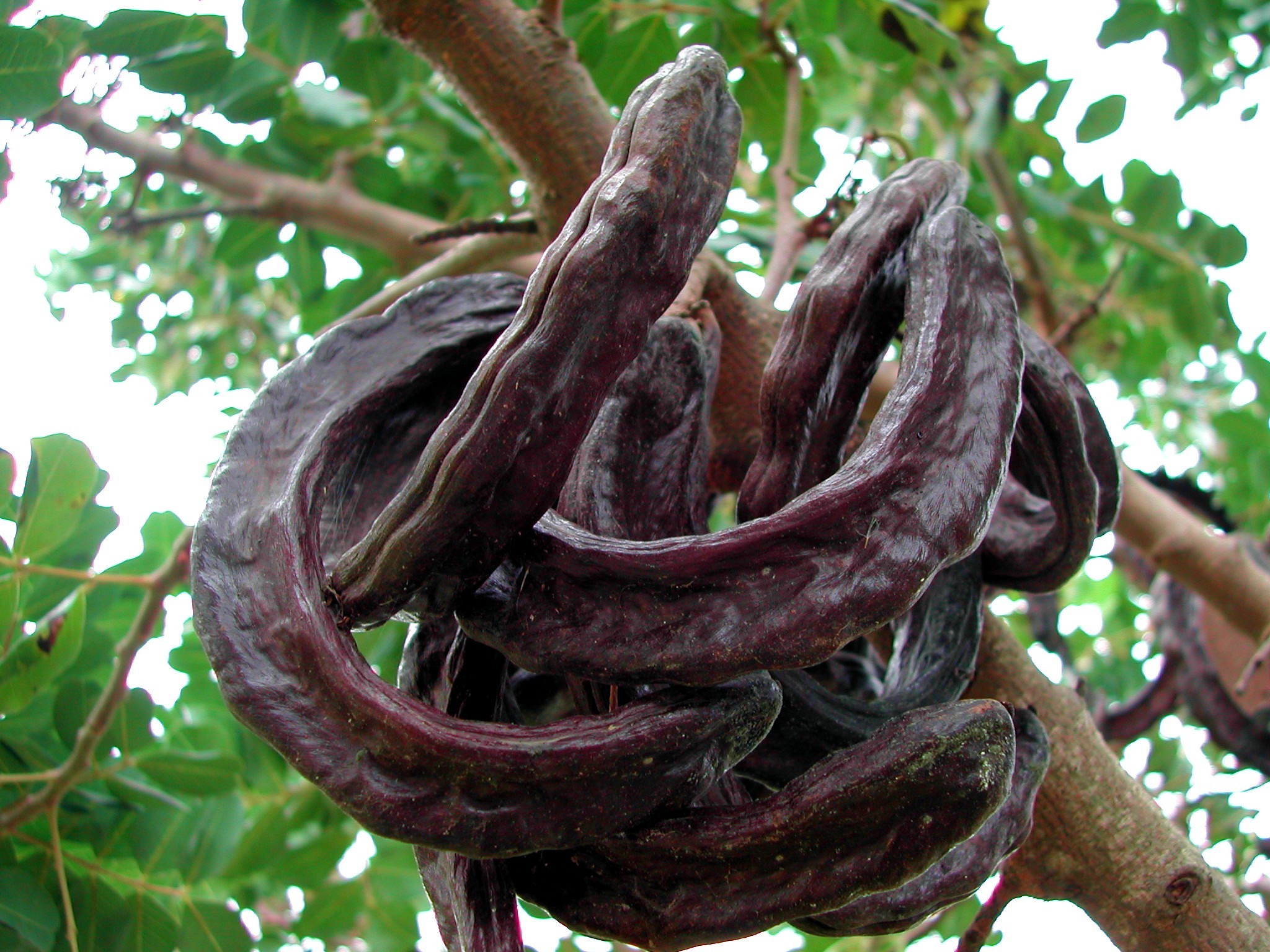
Algarrobas maduras in situ

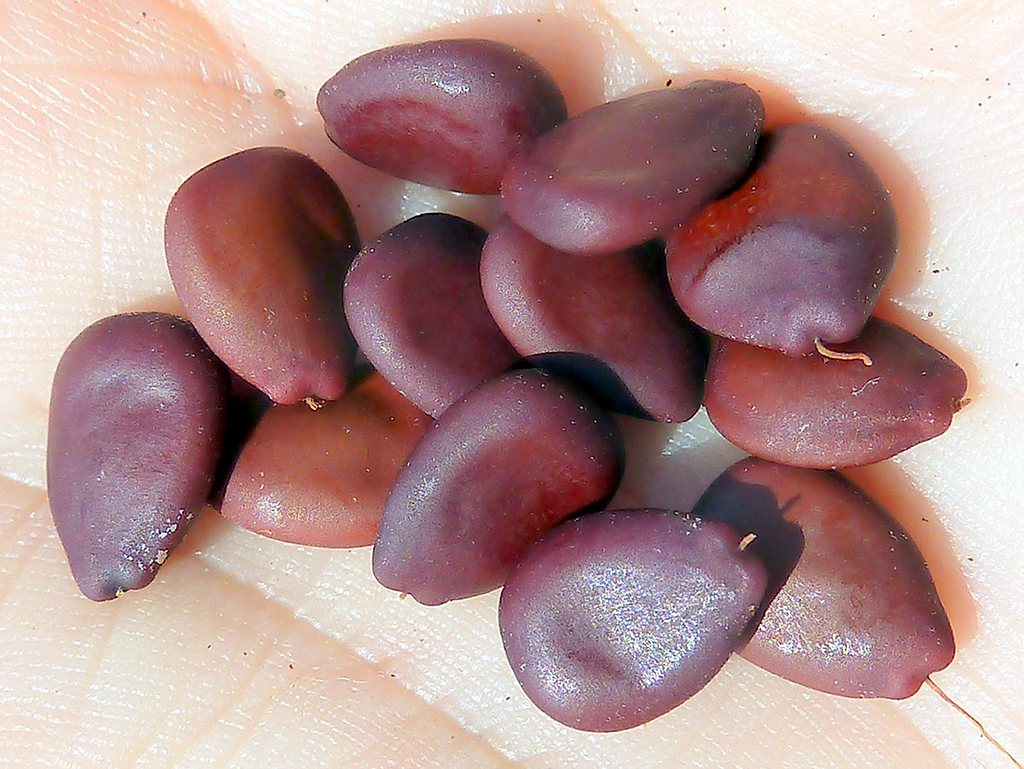
Semillas sueltas.

Ceratonia siliqua fue descrito por Carlos Linneo y publicado en Species Plantarum, vol. 2, p. 1026, 1753.
El algarrobo es un árbol de hasta 10 metros de altura, aunque su altura media es de 5 a 6 metros; es dioico y es de follaje perenne. Tiene hojas paripinnadas de color verde oscuro con una dimensión de entre 10 y 20 cm de largo. Las flores son pequeñas, apétalas, de simetría radiada, color verde-amarillento y se reúnen en racimos caulógenos erectos que surgen de las ramas más viejas del árbol.
El fruto, llamado algarroba o garrofa, es una vaina coriácea de color castaño oscuro, de 1 a 3 dm de longitud, que contiene una pulpa gomosa de sabor dulce y agradable que rodea las semillas. Las vainas son comestibles y se usan como forraje.
El algarrobo es una especie de gran rusticidad y resistencia a la sequía, pero es de un desarrollo lento y solo comienza a fructificar después de unos siete a diez años desde la plantación, obteniendo su plena productividad a los quince o veinte años. Suele tener una buena producción cada dos años, oscilando entre 90 y 200 kg de fruto en árboles maduros, haciéndose la recolección a partir del mes de agosto, mediante vareo o directamente del suelo.
Las semillas están recubiertas por un tegumento duro que impide la imbibición de agua, este motivo hace que su germinación sea muy lenta. 
Cuando el tegumento externo se rompe, la semilla absorbe agua con bastante rapidez, facilitándose así la germinación. El tegumento externo favorece la longevidad de las semillas, se tiene constancia que con cuatro años de edad aún mantienen una viabilidad germinativa semejante a las semillas obtenidas el mismo año. Por consiguiente, los restos de frutos en la tierra de años anteriores representa una estrategia de reproducción propia de este árbol. Los procesos digestivos no afectan a la viabilidad germinativa de las semillas, lo cual favorece la dispersión a larga distancia por medio de los consumidores del fruto. Se ha constatado también cierto grado de resistencia de las semillas de algarrobo al fuego, conservando su poder germinativo.
El algarrobo es originario de la región mediterránea pero se cultiva también en otras zonas cálidas. Es un árbol que no necesita mucha agua para crecer ni para vivir normalmente.

## Distribución y hábitat
Aunque su cultivo está muy extendido, el algarrobo todavía se puede encontrar creciendo silvestre en las regiones del Mediterráneo oriental, y se ha naturalizado en el Mediterráneo occidental. El árbol es típico de la región del Algarbe, en el sur de Portugal. También se extiende por el sur y este de España, principalmente en las regiones de Andalucía, Murcia, Valencia y las Islas Baleares; Malta, en las islas italianas de Sicilia y Cerdeña, en el sur de Florida, Croacia (como en la isla de Šipan), en el este de Bulgaria, y en el sur de Grecia, Chipre, así como muchas islas griegas (por ejemplo, Creta y Samos).
Los diversos árboles conocidos como «algarrobo» en América Latina (Samanea saman en Cuba, Prosopis pallida en Perú, y cuatro especies de Prosopis en Argentina y Paraguay pertenecen a una subfamilia diferente de las Fabaceae: Mimosoideae. Los primeros colonos españoles los llamaron «algarrobo», ya que también producen vainas con pulpa dulce.

## Usos
El uso de la planta de algarrobo se remonta a la cultura de Mesopotamia (actual Irak). Las vainas de la algarroba se usaban en la elaboración de bebidas, dulces y eran muy apreciadas por sus múltiples usos. El algarrobo se menciona con frecuencia en textos que se remontan a miles de años, destacando su crecimiento y cultivo en Oriente Medio y el Norte de África. Las semillas de este fruto fueron el patrón original del quilate —la unidad de peso utilizada en joyería— para pesar metales preciosos, gemas y joyas debido al tamaño y peso notoriamente uniformes de las semillas, cercano a los 0,2 g, el mismo peso que un quilate de diamantes en la actualidad. El término quilate también proviene de la palabra griega kerátion [κεράτιον].

### Alimentario

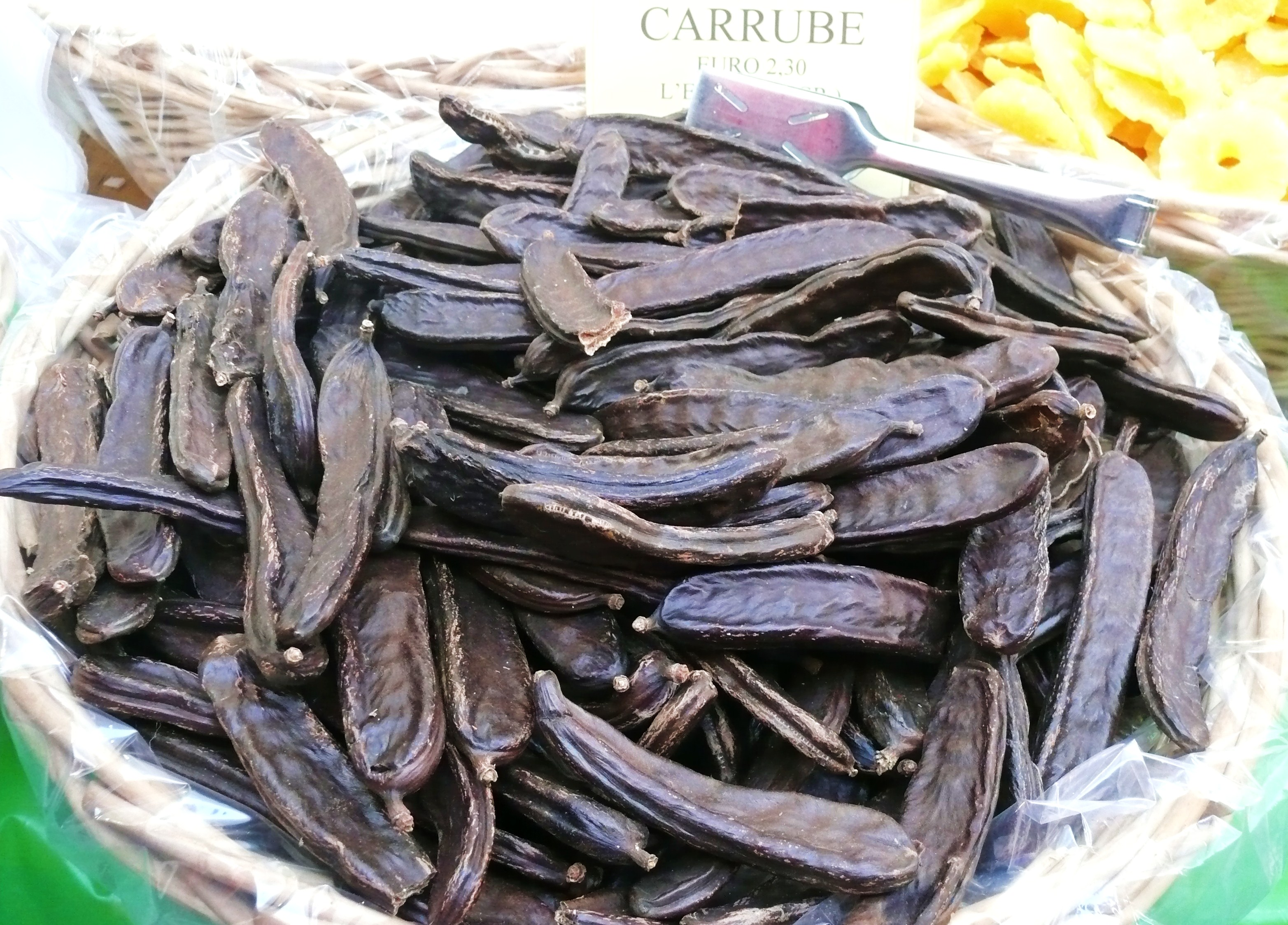
Las algarrobas suelen usarse para alimentar al ganado.

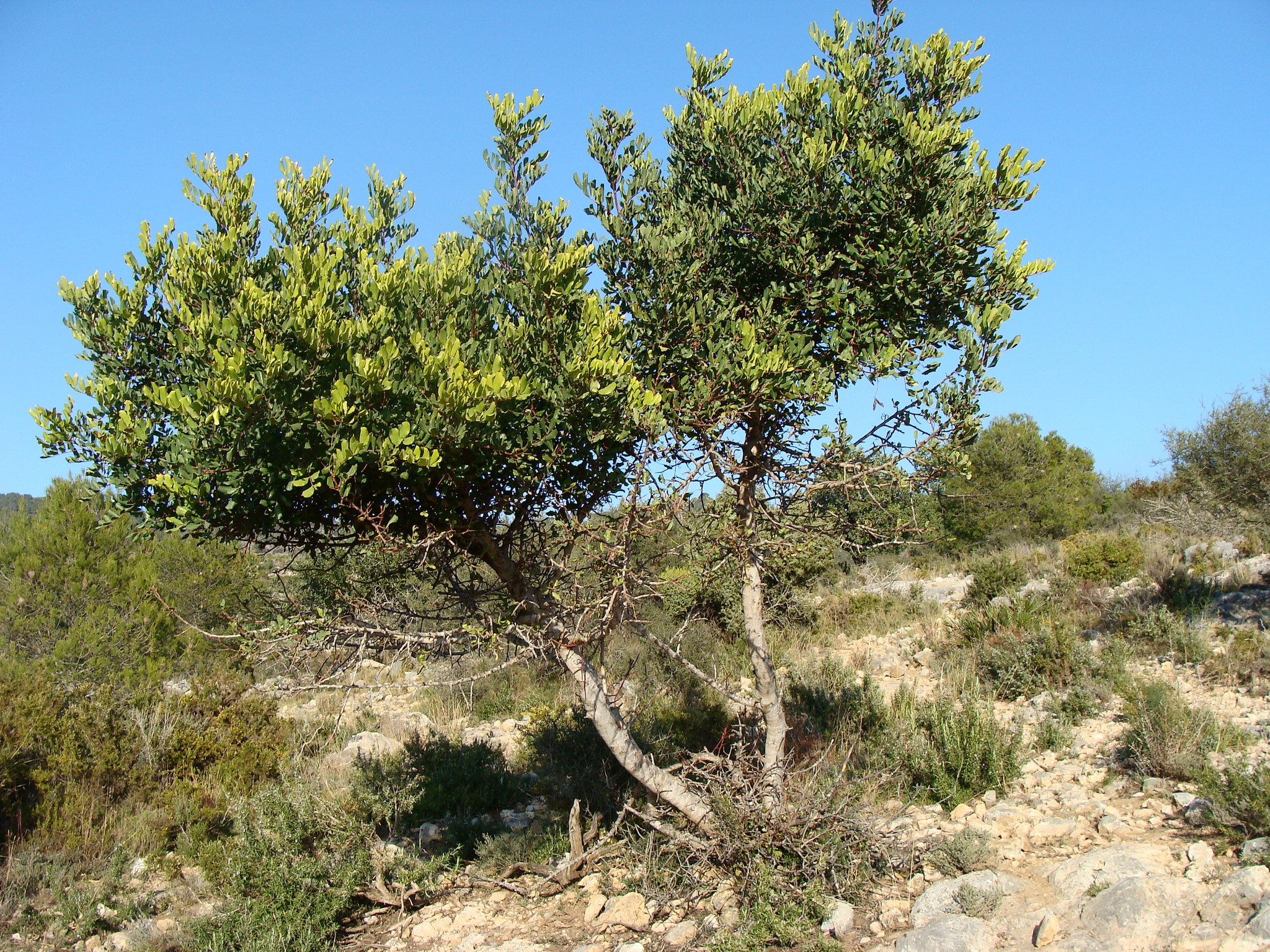
Algarrobo joven usado como forraje por un rebaño de cabras, Llombay, provincia de Valencia.

El fruto del algarrobo, conocido como algarroba, puede consumirse crudo una vez maduro, debiendo tener cuidado de retirar o no morder sus duras semillas. Los frutos y hojas tiernas del algarrobo han constituido tradicionalmente un buen alimento para el ganado. Como efecto del pastoreo de cabras y ovejas, las hojas y ramas más bajas suelen ser las que primero se consumen, dejando para el año siguiente la misma ubicación de las hojas más recientes. No obstante, la creciente demanda de las algarrobas como espesante alimenticio natural o ingrediente para la industria cosmética y farmacéutica ha disparado la rentabilidad de este cultivo en los últimos años, multiplicándose el número de robos. Con las algarrobas es posible preparar un sucedáneo del chocolate muy utilizado en alimentos dietéticos.
Principios activos: Pulpa (harina de algarroba): Azúcares (20-30%): glucosa, sacarosa, fructosa; pectina, proteínas, grasas, ácido benzóico y ácido fórmico, mucílago, taninos. Semillas (goma de garrofín): galactomananas (90%).
Indicaciones: La harina extraída de la pulpa es astringente, antidiarreico. El fruto verde se ha utilizado popularmente como antifúngico. La goma, por su riqueza en galactomananas tiene un efecto secuestrante (forma un gel viscoso que retrasa la absorción de lípidos y glúcidos), un efecto voluminizante (aumenta la repleción del estómago y prolonga la sensación de saciedad) y un efecto laxante emoliente, por el mucílago. Harina: diarreas, gastritis, ulcus gastroduodenal, vómitos infantiles. Goma: laxante y coadyuvante en tratamientos de sobrepeso, diabetes e hiperlipemias, prevención de la arteriosclerosis.
De la semilla destaca el endospermo, del que se extrae la denominada "goma garrofín" (en inglés Locust Bean Gum), que se utiliza como espesante y estabilizante (E410) natural en numerosos productos alimentarios (helados, sorbetes, salsas, productos lácteos, etc.).
Contraindicado con obstrucción intestinal, íleo, estenosis esofágica pilórica o intestinal. Al reducir la asimilación intestinal de glúcidos, el médico deberá tener en cuenta la necesidad de reajustar las dosis de insulina, en los pacientes con diabetes insulinodependiente. Tener en cuenta que también se puede reducir la absorción intestinal de otras medicaciones como: penicilina o sales de litio.
Se usan los frutos: pulpa seca y semillas. Se recolecta cuando los frutos llegan a la madurez. La pulpa se puede tomar en cocimiento con agua, leche, o en las papillas.

### Ornamental
El algarrobo se cultiva en viveros hortícolas como planta ornamental para climas mediterráneos y otras regiones templadas del mundo, siendo especialmente popular en California y Hawái. La planta desarrolla un tronco esculpido y la forma de un árbol ornamental tras ser podada a medida que madura; de lo contrario, se utiliza como seto denso y extenso. Es muy tolerante a la sequía, siempre que no importe el tamaño de la cosecha, por lo que puede utilizarse en el diseño de xerojardines, parques y espacios públicos municipales y comerciales.

### Maderero
El uso de la madera de algarrobo varía según las especies y regiones pero, en general, se utiliza para combustible e infraestructura rural, siendo notable la demanda que existe para carpintería y fines artesanales. La madera del algarrobo, por su gran dureza y resistencia, se utiliza para la fabricación de herramientas de madera y maquinaria sujetas a desgaste.

## Producción
Los principales países productores de algarrobas son los situados en la cuenca mediterránea, es decir, España, Italia, Portugal, Chipre, Marruecos, Turquía, Grecia, Argelia y Túnez.
| Principales productores de algarrobas (2012) (toneladas) | Principales productores de algarrobas (2012) (toneladas) |                 |
| -------------------------------------------------------- | -------------------------------------------------------- | --------------- |
| España                                                   | 60.000/80.000                                            |                 |
| Portugal                                                 | 23.000                                                   |                 |
| Grecia                                                   | 22.000                                                   |                 |
| Marruecos                                                | 20.500                                                   |                 |
| Chipre                                                   | 5.186                                                    |                 |
| Argelia                                                  | 3.136                                                    |                 |
| 6.256                                                    | Fuente: FAOSTAT                                          | Fuente: FAOSTAT |

## Importancia
Preservar y plantar los algarrobos es deseable por razones ecológicas, ya que protegen el suelo, proporcionan alimento y hábitat para los animales y preservan el carácter del paisaje y los trabajos tradicionales. Además, es una especie arbórea xerófila, que proporciona muy buenos resultados en la reforestación de áreas costeras amenazadas por la erosión o la sequía.
Se utiliza como árbol ornamental y de sombra en varias ciudades de Arizona y California en los Estados Unidos y en algunas áreas de Australia.